# 伊藤子元
伊藤 子元（いとう しげん、明和8年（1771年） - 弘化4年6月23日（1847年8月3日））は、江戸時代の囲碁棋士。美濃国生まれ、本因坊烈元門下、五段。元の名を峰三郎、諱は茂辰、号は白翁。名古屋を拠点に伊藤松和、加藤隆和などを育てた。

## 経歴
可兒郡兼山に生まれる。幼時から囲碁を好み、江戸へ出て本因坊烈元門下に入る。関西から九州を遊歴し、薩摩滞在中に琉球碁士の上江州という者と対局して勝ち、名を挙げた。享和年間より名古屋に居し、文政年間に三段に昇る。1808年（文政5年）、名古屋にて本因坊丈和と二子で対局しジゴとなるが、丈和が峰三郎の手落ちが無ければ黒1目勝になるべき碁だったと述べたことから、乞うて1目勝としてもらい、これが『国技観光』に掲載されている。伊藤松次郎（松和）と加藤隆次郎（隆和）をともに門下とし、松次郎は1812年（文化9年）に本因坊元丈門下に、次いで隆次郎を丈和門下へ送り出した。弘化から安政にかけては30余名の有段者を門下に育てる。1846年（弘化3年）の『大日本囲碁姓名録』では五段の部に伊藤子元として記載されている。
烈元門下で修行中の1789年（寛政元年）に、烈元と河野元虎の御城碁があってジゴになったが、棋譜を見た尾張在の服部大蔵が白1目勝と言ったとして、尾張藩の者から峰三郎に手紙で問い合わせが来たと林元美が記している。
晩年は卓州禅師に参禅するなど悠然と過ごし、1847年に名古屋の自宅で死去。桑名大林寺に葬られる。1848年（嘉永元年）に松和、隆和により碑が建てられ、澤田眉山による銘が記された。
「於乎白翁 知白守黒 局上對陣 神機不測 既耽生隠 又受逃禪 奕品五級 榮名千年」

## 注
1. ↑  林元美、林裕校注『爛柯堂棋話』平凡社 1978年